# 나의 아름다운 세탁소
《나의 아름다운 세탁소》(영어: My Beautiful Laundrette)는 영국에서 제작된 스티븐 프리어스 감독의 1985년 로맨틱 코미디 드라마 영화이다. 고든 워넥, 대니얼 데이루이스 등이 출연하였고, 세라 래드클리프 등이 제작에 참여하였다.
1999년 영국 영화 협회에서 선정한 20세기 최고의 영국 영화 50편 중의 하나로 선정되었다.

## 출연진
- 사이드 자프리
- 로샨 세트
- 대니얼 데이루이스
- 고든 워넥
- 셜리 앤 필드
- 데릭 브랜치
- 리타 울프
- 수아드 파레스
- 리처드 그레이엄

## 기타 제작진
- 배역: 데비 맥윌리엄스
- 미술: 후고 우치츠비호프스키
- 의상: 린디 헤밍